# Gontran de Cornulier
Pour les autres membres de la famille, voir Famille Cornulier.
Charles-Joseph-Gontran, marquis de Cornulier, né le 18 octobre 1825 à Paris et mort le 6 janvier 1898 à Fontaine-Henry dans le Calvados), est un homme politique français, député du Calvados. Il est aussi à l'origine de la Société d'encouragement du cheval français.

## Biographie
Le marquis Gontran de Cornulier est né le 8 octobre 1825 à Paris. Il est le fils aîné de Toussaint Jean Hippolyte de Cornulier (1789-1862), premier marquis de Cornulier, et de Marie-Charlotte-Hermine de Sesmaisons (1806-1867), ainsi que le petit-fils de Donatien de Sesmaisons.
Il se marie en 1847 avec Élisabeth Le Doulcet de Méré et devient un des plus gros propriétaires terriens du Calvados. Il s'intéresse à l’hippisme et participe à la fondation en 1864 de la Société d'encouragement pour l'amélioration de la race du cheval français de demi-sang dont il devient le premier directeur. En 1871, il en devient le président. Il s'investit pour la cause hippique et participe à la création en 1879 de l'hippodrome de Vincennes.
Il se présente aux élections législatives de 1885 comme candidat « légitimiste » sur la liste des conservateurs,. Cette liste remporte l'élection et Gontran de Cornulier est élu à la 5e position. Il est réélu lors des élections de 1889 bien que « ses opinions légitimistes et cléricales bien connues ne sont pas de nature à lui concilier les sympathies et les suffrages de la démocratie rurale ». En tant que député et défenseur du cheval, il fait voter en juin 1891 une loi interdisant les bookmakers.
Il ne se représente pas en 1893 et se retire dans son château de Fontaine-Henry où il meurt le 6 janvier 1898.

## Sources
- « Gontran de Cornulier », dans le Dictionnaire des parlementaires français (1889-1940), sous la direction de Jean Jolly, PUF, 1960 [détail de l’édition]